# Canale di Lesina
Il canale di Lesina, canale Greco di Lesina o canale da Greco di Lesina (in croato Hvarski kanal) è il braccio di mare Adriatico che si trova tra l'isola di Brazza, quella di Lesina e la costa dalmata, in Croazia.

## Geografia

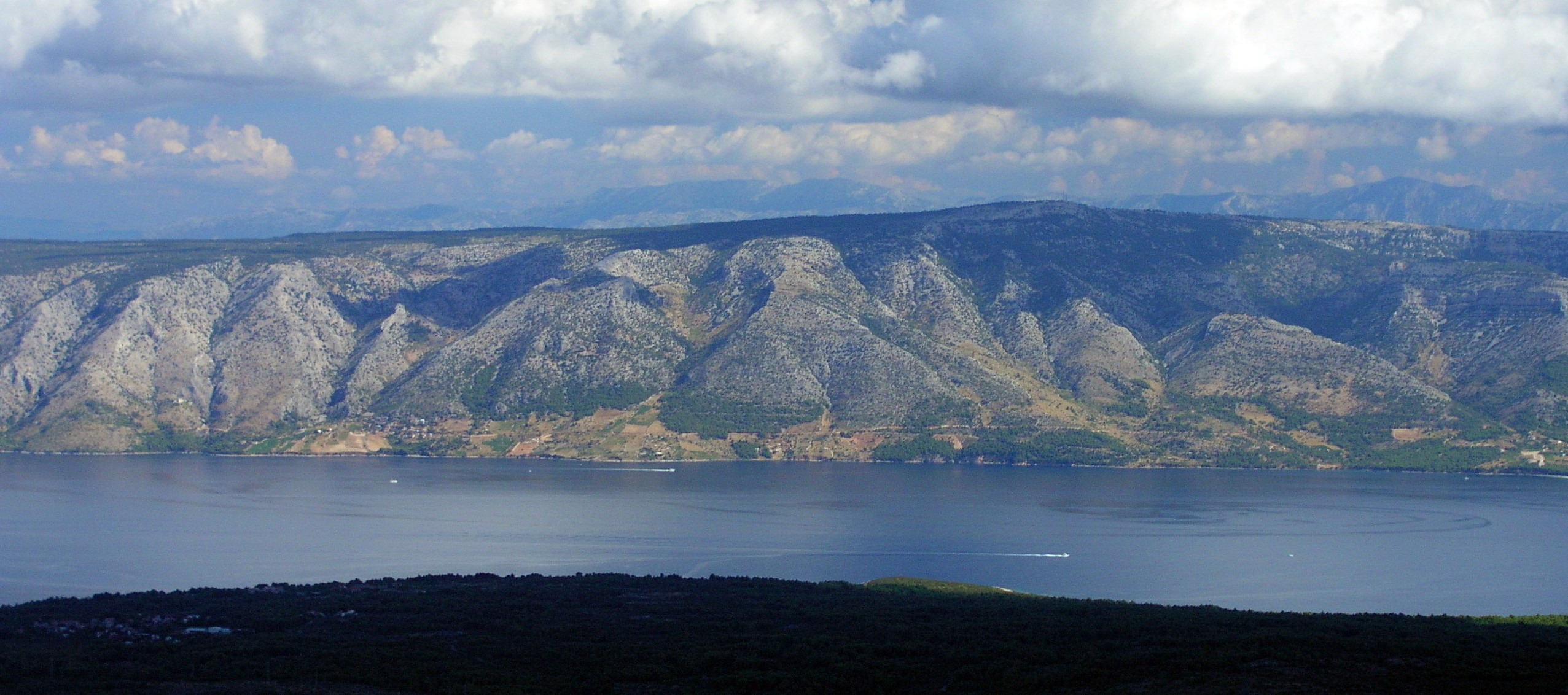
Il canale visto da monte San Nicola, sullo sfondo l'isola di Brazza.

Il canale inizia dalla linea immaginaria che va dallo stretto passaggio fra Solta e Brazza, chiamato Porta di Spalato (Splitska Vrata), a punta Pellegrino (rt Pelegrin), l'estremità occidentale di Lesina. L'ampiezza del canale in quel punto è di 7,5 M e decresce andando verso est fino ad arrivare a 2 M in corrispondenza della grande penisola Caval (Kabal), che si trova a nord di Lesina. Dopo il villaggio di Bol (sulla costa meridionale di Brazza) il canale si riallarga e incontra sul lato nord, alla fine dell'isola di Brazza, il canale omonimo (Brački kanal). Il confine tra i due canali va da San Martino della Brazza o porto San Martino (rt Sumartin) al porto di Macarsca, sulla costa dalmata.
A sud-est, il canale di Lesina termina nel canale della Narenta; il confine è la linea immaginaria tra punta San Giorgio (rt Sućuraj, segnalata da un faro), l'estremità orientale di Lesina, e Rastozza (Zaostrog, 43°08′20″N 17°16′40″E) sulla costa dalmata.
La maggiore insenatura che si apre sul canale è la baia di Cittavecchia (Starigradski zaljev), sul lato nord di Lesina, rivolta a nord-ovest e chiusa a nord-est dalla grande penisola Caval. Segue il porto di Verbosca (luka Vrboska), delimitato a nord da punta Glavizza (rt Glavica) e l'adiacente porto Gelsa (luka Jelsa), sempre sul lato settentrionale di Lesina.

## Isole del canale
- Lunga[21] o Duga[22] (Duga), piccolo isolotto disabitato nella baia omonima (Duga uvala), a nord della punta occidentale di Lesina; ha una superficie di 0,017 km²[23] e lo sviluppo costiero è di 0,5 km[23], ha un'elevazione di 9 m[9] 43°11′47″N 16°24′20″E.
- Isolotto delle Lepri[24][25] (Zečevo), disabitato, vicino alla costa nord, situato circa 2 km a nord-est di Verbosca; ha una superficie di 0,113 km²[23], coste lunghe 1,539 km[23] e l'altezza di 29,4 m[9] 43°11′27″N 16°41′38″E.

### Cartografia
- (HR) Mappa topografica della Croazia 1:25000, su preglednik.arkod.hr. URL consultato il 13 settembre 2017.
- G. Giani, Carta prospettiva delle Comuni censuarie della Dalmazia, foglio 9, 1839. Fondo Miscellanea cartografica catastale, Archivio di Stato di Trieste.
- Carta di cabottaggio del mare Adriatico, foglio XI, Milano, Istituto geografico militare, 1822-1824. URL consultato il 16 settembre 2017 (archiviato dall'url originale il 13 aprile 2013).